# Monstera maxima
Monstera maxima é uma espécie de planta do gênero Monstera.

## Taxonomia
A espécie foi descrita em 1908 por Kurt Krause e Adolf Engler.